# Comando da Área Oriental da RAAF
O Comando da Área Oriental foi um de vários comandos geográficos criados pela Real Força Aérea Australiana (RAAF) durante a Segunda Guerra Mundial. Foi formado em Maio de 1942 e controlava as unidades localizadas em Nova Gales do Sul e no sul de Queensland. Com sede em Sydney, as responsabilidades do Comando da Área Oriental incluíam a defesa aérea, o reconhecimento aéreo e a protecção das rotas marítimas dentro dos seus limites. As suas unidades aéreas operavam caças, bombardeiros de reconhecimento e bombardeiros de mergulho, e concentravam-se na escolta de comboios marítimos, patrulha marítima e guerra anti-submarina. O tamanho da área era tal que a RAAF considerou por duas vezes dividi-la, porém esta ideia nunca se concretizou.
A formação continuou a funcionar após a guerra e a sua sede foi transferida de Sydney para Glenbrook, nas Montanhas Azuis, em 1949. Nesta altura a maioria das unidades operacionais da RAAF – incluindo caças, bombardeiros e asas de transporte – estavam sediadas nos limites do Comando da Área Oriental, e o oficial em comando era responsável pela defesa aérea em toda a Austrália. Em Outubro de 1953 a RAAF começou a reorganizar o seu sistema de comando-e-controlo de um baseado na geografia para um baseado na função; o Comando da Área Oriental foi reformado como Home Command, que seria renomeado para Comando Operacional em 1959 e Comando Aéreo em 1987.

## História

### Segunda Guerra Mundial

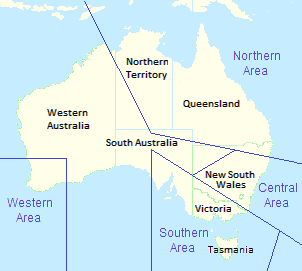
Comandos de Área conforme planeado em Fevereiro de 1940

Antes da Segunda Guerra Mundial a Real Força Aérea Australiana era pequena o suficiente para que todos os seus elementos fossem controlados directamente pelo quartel-general da RAAF, em Melbourne. Depois de a guerra iniciar em Setembro de 1939 a força aérea começou a descentralizar a sua estrutura de comando, de acordo com os aumentos esperados em termos humanos, materiais e de unidades. Entre Março de 1940 e Maio de 1941 a RAAF dividiu a Austrália e a Nova Guiné em quatro zonas de comando-e-controlo baseadas na geografia: o Comando da Área Central, o Comando da Área do Sul, o Comando da Área Ocidental e o Comando da Área do Norte. As funções destes comandos eram a defesa aérea, a protecção de rotas marítimas adjacentes e reconhecimento aéreo. Cada uma era liderada por um Air Officer Commanding (AOC) responsável pela administração e operações de todas as bases e unidades aéreas dentro da sua área.
O Comando da Área Central foi dissolvido em Agosto de 1941 e as suas responsabilidades foram divididas entre o Comando da Área do Sul, o Comando da Área do Norte e o recém-formado Grupo de Treino N.º 2. A eclosão da Guerra do Pacífico resultou na divisão do Comando da Área do Norte em Janeiro de 1942 nos comandos noroeste e nordeste, de modo a combater com maior eficácia as ameaças japonesas no norte da Austrália e na Nova Guiné. O Comando da Área do Sul também foi considerado para sofrer uma divisão devido ao seu tamanho, então o comando da força aérea propôs atribuir a responsabilidade pelas unidades operacionais e de manutenção em Nova Gales do Sul a um novo Comando de Área, a oriental, que também assumiria o controlo das unidades no sul de Queensland do Comando da Área Nordeste.
Com sede no subúrbio de Edgecliff, em Sydney, o Comando da Área Oriental foi formado no dia 15 de Maio de 1942 sob a liderança do vice-marechal do ar Bill Anderson, e o seu efectivo contava com 114 elementos, incluindo 45 oficiais. As unidades de treino em Nova Gales do Sul permaneceram parte do Grupo N.º 2. O Grupo N.º 5 foi formado em Sydney a 1 de Junho, e assumiu a responsabilidade por todas as unidades de manutenção inicialmente controladas pelo Comando da Área Oriental. Em Setembro o comandante das Forças Aéreas Aliadas na Área do Sudoeste do Pacífico, o major-general George Kenney, formou a maioria das suas unidades de voo dos EUA na Quinta Força Aérea, e a maioria das suas contrapartes australianas no Comando da RAAF, liderado pelo vice-marechal do ar Bill Bostock. Bostock exercia o controlo das operações aéreas australianas através dos comandos, embora a sede da RAAF continuasse a deter autoridade administrativa abrangente, o que significa que Bostock e os seus comandantes dos comandos dependiam do chefe do estado-maior aéreo, o vice-marechal do ar George Jones, para suprimentos e equipamentos.

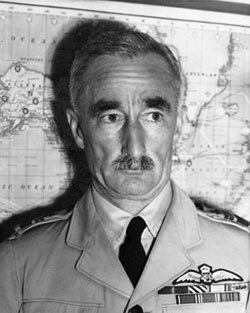
Vice-marechal do ar Anderson (foto de 1940), o comandante (AOC) inaugural do Comando da Área Oriental

Por necessidade geográfica, ambos os comandos do norte da Austrália eram os principais responsáveis pelo bombardeamento e defesa aérea, enquanto os outros comandos concentravam-se na patrulha marítima e na guerra anti-submarina. Em resposta a um aumento no número de submarinos japoneses em actividade nas águas australianas, a RAAF realizou patrulhas a larga escala ao longo da costa leste durante Janeiro e Fevereiro de 1943. Isso incluiu mais de 400 missões de patrulha, anti-submarino e escolta de comboios marítimos por aeronaves do Comando da Área Oriental em Janeiro. A ameaça submarina contra as embarcações aliadas foi considerada séria o suficiente para justificar a colocação de mais esquadrões da RAAF nos comandos mais a sul do que no norte, desviando recursos de áreas avançadas como a Nova Guiné. Em Abril o Comando da Área Oriental estava a operar sete unidades de combate: o Esquadrão N.º 5, que realizava missões de cooperação do exército com aviões CAC Wirraway a partir de Kingaroy, Queensland; o Esquadrão N.º 23, com missões de bombardeamento de mergulho com aviões Wirraway a partir de Lowood, Queensland; o Esquadrão N.º 24, responsável por missões de bombardeamento de mergulho com aviões Wirraway a partir de Bankstown, Nova Gales do Sul; o Esquadrão N.º 32, que realizava reconhecimento aéreo e missões de bombardeamento com aeronaves Lockheed Hudson a partir de Camden, Nova Gales do Sul; o Esquadrão N.º 71, que fazia reconhecimento marítimo e missões anti-submarino com aviões Avro Anson a partir de Lowood; o Esquadrão N.º 73, que fazia reconhecimento marítimo e missões anti-submarino com aviões Anson a partir de Nowra, Nova Gales do Sul; e o Esquadrão N.º 83, que realizava missões de combate aéreo com caças Wirraway a partir de Strathpine, Queensland. Os esquadrões 71 e 73 eram formações de reserva rapidamente montadas para aumentar o esforço anti-submarino, tripuladas por funcionários e alunos de unidades de treino operacional.
A actividade submarina japonesa na costa leste australiana atingiu o pico em Abril e Maio de 1943, levando a uma expansão dos esforços da RAAF no que toca à patrulha e escolta e comboios. Como parte das medidas tomadas para aumentar a cobertura aérea durante este período, os voos de trânsito foram ordenados a sobrevoar rotas marítimas sempre que possível. No final de Abril o pessoal do quartel-general do Comando da Área Oriental contava com 630 elementos, incluindo 105 oficiais. Os bombardeiros Bristol Beaufort do Esquadrão N.º 32 foram creditados por danificar um submarino japonês a 19 de Junho, mas nem a RAAF, nem a Marinha Real Australiana, conseguiram destruir quaisquer submarinos inimigos em águas costeiras durante 1943. Os esforços dos dois ramos dentro da região do Comando da Área Oriental foram prejudicados por sistemas de comunicação e comando deficientes, bem pelo facto de a RAAF ter definido uma prioridade relativamente baixa no que toca à protecção da navegação mercante.
Anderson entregou o comando do Comando da Área Oriental ao comodoro do ar John Summers em Julho de 1943. O capitão de grupo Alister Murdoch tornou-se no oficial sénior do estado-maior aéreo (SASO). A 22 de Outubro o Avro Lancaster Q-for-Queenie, pilotado pelo tenente de voo Peter Isaacson, efectuou um voo muito próximo (conhecido como um "buzzing", inglês para "zumbido") do prédio da sede do Comando da Área Oriental em Edgecliff, antes de voar sob a Ponte da Baía de Sydney, desrespeitando os regulamentos e tornando-se na maior aeronave a realizar tal façanha. No mesmo mês o Conselho da Aeronáutica propôs a criação de um novo comando a partir do Comando da Área Oriental, que até então era considerada grande demais para ser controlada por um quartel-general e, portanto, pronto para ser dividido. O novo comando, a ser conhecido como Comando da Área Central, teria sido responsável pelas unidades de treino e operacionais no sul de Queensland; contudo, o Gabinete de Guerra adiou a sua decisão sobre a proposta. O conceito foi proposto novamente em Agosto de 1944, e desta vez o Comando da Área Central deveria controlar as unidades de manutenção, bem como treino e operações, no sul de Queensland; novamente, nada foi concretizado.
Em Dezembro de 1943 o comodoro do ar Alan Charlesworth foi nomeado AOC do Comando da Área Oriental. A actividade submarina japonesa havia diminuído nos meses anteriores a Charlesworth assumir o comando, e ele apresentava-se preocupado que os navios aliados estivessem a tornar-se complacentes. Ele observou "um afrouxamento geral no procedimento; os navios raramente estão onde deveriam estar, e uma minoria de navios mercantes identifica-se com as aeronaves". As patrulhas da RAAF também haviam-se estabelecido num padrão previsível que um capitão de submarino observador poderia facilmente evitar. Charlesworth renunciou ao comando em Setembro de 1944 para assumir o Comando da Área Noroeste. Em Dezembro aeronaves do Comando da Área Oriental participaram na busca do submarino alemão U-862, mas não conseguiram impedir que este afundasse o navio da classe Liberty Robert J. Walker no natal; um Beaufort do Esquadrão N.º 15, com base em Camden, localizou o naufrágio. Já o Esquadrão N.º 32 perdeu um Beaufort juntamente com a sua tripulação logo após a descolagem de Lowood durante a busca pelo U-862, que foi cancelada em Janeiro de 1945. Naquele mês, o comodoro do ar Leon Lachal tornou-se no AOC do Comando da Área Oriental, e manteve o comando durante o resto da Guerra do Pacífico.

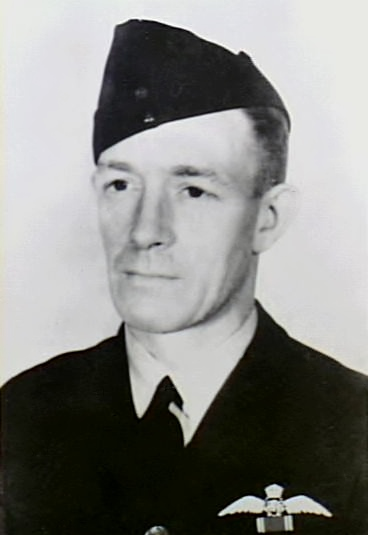
Leon Lachal (foto em 1940), AOC do Comando da Área Oriental por duas vezes entre 1945 – 1947

### Actividade pós-guerra e reorganização
A 2 de Setembro de 1945, após o fim da Guerra do Pacífico, a Área do Sudoeste do Pacífico foi dissolvida e o Comando Aéreo assumiu novamente o controlo total de todos os seus elementos operacionais. De acordo com a história oficial da Força Aérea do pós-guerra, o AOC do Comando da Área Oriental foi considerado "o aviador operacional sénior da Austrália" e delegado pelo chefe do estado-maior aéreo com a responsabilidade diária pela defesa aérea do país. A maioria das bases e aeronaves da RAAF empregues em operações estavam situadas dentro da esfera de controlo do Comando da Área Oriental em Nova Gales do Sul e no sul de Queensland. O comodoro do ar Frank Lukis sucedeu a Lachal como AOC em Dezembro de 1945. Até ao final do mês, o efectivo do quartel-general era de 1122 elementos, incluindo 104 oficiais. Em Abril de 1946 a Asa N.º 82 ficou sob o controlo do Comando da Área Oriental, quando se mudou para a Estação de Amberley, em Queensland; inicialmente operando bombardeiros B-24 Liberator, a asa foi reequipada com bombardeiros Avro Lincoln logo depois. A essa altura, o quartel-general em Abril de 1946 ocupava sete mansões em Point Piper, Sydney; posteriormente, mudou-se para Bradfield Park. Lukis aposentou-se da força aérea em Maio e Charlesworth assumiu o comando.
Entre Julho e Agosto de 1946 o Comando da Área Oriental supervisionou o estabelecimento da Asa N.º 86, operando aeronaves C-47 Dakota, no Aeródromo de Schofields, Nova Gales do Sul, tirando o lugar ao Esquadrão N.º 78 que se mudou para a Estação de Williamtown e começou a operar caças P-51 Mustang. No mês seguinte o vice-marechal do ar Jones propôs reduzir os cinco comandos continentais (Noroeste, Nordeste, Oriental, Sul e Ocidental) para três: um Comando da Área do Norte, cobrindo Queensland e Território do Norte; um Comando da Área Oriental, cobrindo Nova Gales do Sul; e um Comando da Área do Sul, cobrindo a Austrália Ocidental, Austrália do Sul, Victoria e Tasmânia. A proposta fazia parte de um plano muito maior para reestruturar a RAAF do pós-guerra; o governo federal rejeitou o plano e os limites dos comandos da guerra permaneceram em grande parte no seu lugar. Lachal sucedeu a Charlesworth como AOC do Comando da Área Oriental em Outubro, e ocupou o comando até à sua aposentadoria da força aérea em Julho de 1947.

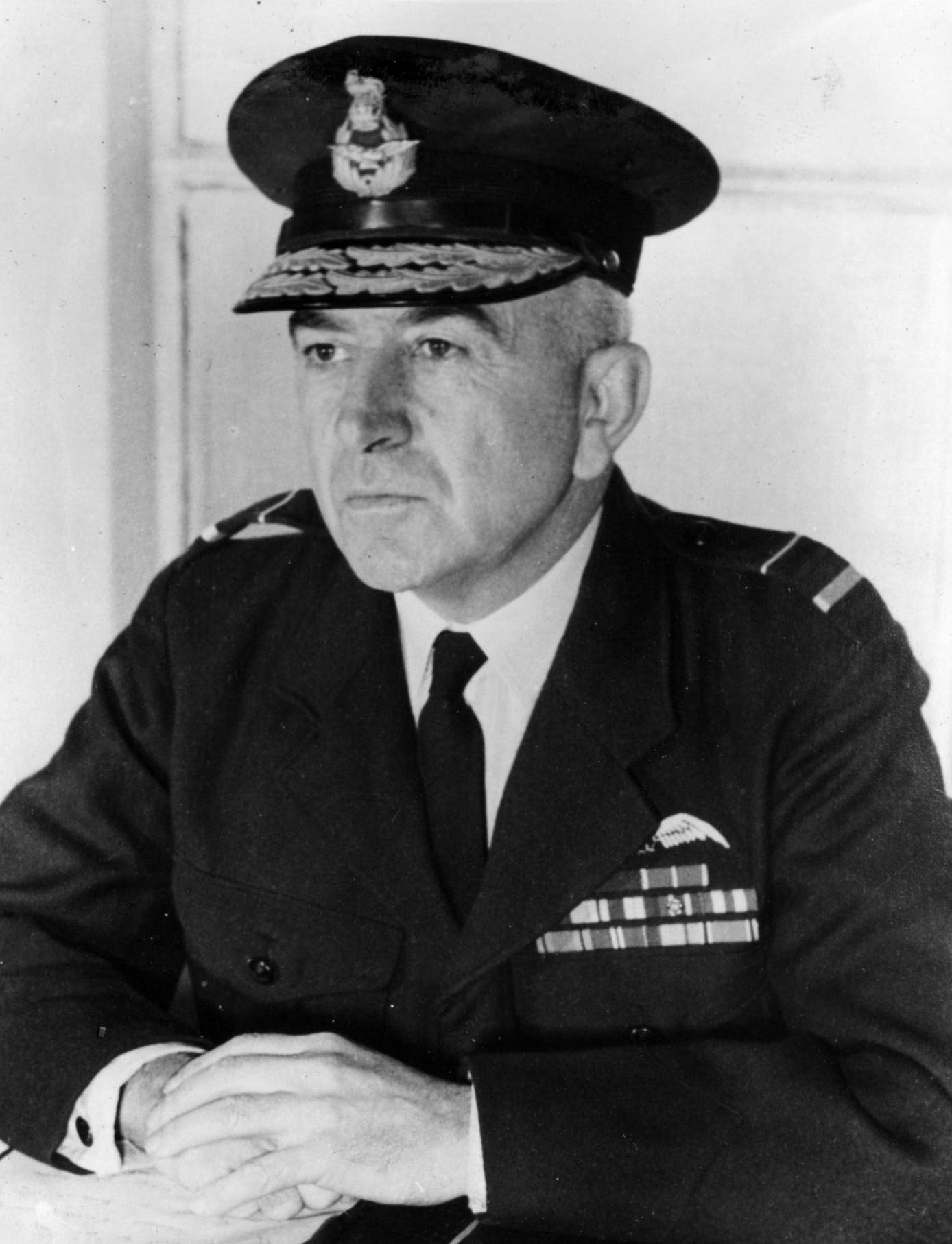
Vice-marechal do ar McCauley, o último AOC do Comando da Área Oriental, por volta de Outubro de 1953

O sucessor de Lachal como AOC do Comando da Área Oriental, o vice-marechal do ar Frank Bladin, foi responsável por preparar a transferência do seu quartel-general de Bradfield Park para o antigo Hotel Lapstone em Glenbrook, nas Montanhas Azuis Baixas, um processo que ficou concluído em 1949. Além de comandar com uma vista da paisagem circundante, a propriedade ficava a 5 quilómetros da cidade de Penrith e a 30 quilómetros da Estação de Richmond, e incorporou um túnel ferroviário em desuso que oferecia, de acordo com a correspondência do governo, "protecção completa contra ataques de bombas atómicas". Uma propriedade adjacente, "Briarcliffe", foi comprada logo depois para aumentar as instalações de acomodação do novo quartel-general. Bladin completou o seu mandato como AOC em Outubro de 1948. Em Março do ano seguinte, o vice-marechal do ar John McCauley foi nomeado AOC. McCauley comandou o Comando da Área Oriental durante os primeiros anos da Emergência Malaia e supervisionou o desdobramento da Asa N.º 90 para administrar as unidades da RAAF estacionadas lá - um esquadrão de aviões Lincoln da Asa N.º 82 e um esquadrão de aviões Dakota da Asa N.º 86. Tendo-se reequipado com jactos de Havilland Vampire, a Asa N.º 78 partiu de Williamtown para missões de guarnição com a Real Força Aérea, em Malta, em julho de 1952. Em Maio de 1953 o SASO do Comando da Área Oriental, o capitão de Grupo Frank Headlam, anunciou que a Força Aérea estava a planear reequipar a Asa N.º 82 com bombardeiros a jacto English Electric Canberra, assim como adquirir caças a jacto CAC Sabre.

## Destino
O governo federal aposentou o marechal do ar Jones em 1952 e o substituiu pelo marechal do ar Donald Hardman, da RAF, que trabalhou para reorganizar o sistema de comando-e-controlo da RAAF ao longo de linhas funcionais, estabelecendo três comandos, o Home (mais tarde Comando Aéreo), o de Treino e o de Manutenção em Outubro de 1953. O primeiro foi formado a partir do Comando da Área Oriental, pois era considerado a organização operacional de facto da RAAF. O segundo foi formado com base no Comando da Área do Sul, pois era o centro dos serviços de treino, controlando os de Nova Gales do Sul e Queensland, bem como Victoria e Austrália do Sul. O terceiro e último comando funcional foi formado a partir da sede do Grupo N.º 4 existente em Melbourne. A transição para um sistema funcional foi concluída em Fevereiro de 1954, quando os três novos comandos assumiram o controlo das operações, treino e manutenção dos comandos ocidental, noroeste e nordeste.
Os comandos funcionais estabelecidos em 1953 – 1954 foram revistos em 1959. O Home Command foi renomeado para Comando Operacional, e os comandos de treino e manutenção fundiram-se para se tornarem no Comando de Apoio. O Comando Operacional foi renomeado como Comando Aéreo em 1987 e, três anos depois, o Comando de Apoio dividiu-se em Comando de Logística e Comando de Treino. Ao longo da evolução de Home para Operacional e finalmente para Comando Aéreo, a sede permaneceu em Glenbrook nas Montanhas Azuis. Em 1997, a gestão da logística tornou-se responsabilidade do Comando de Apoio, a componente da RAAF do Comando de Apoio da Defesa da Austrália (mais tarde incluído pela Organização de Material de Defesa). O Comando de Treino foi reformado como Grupo de Treino da Força Aérea, um grupo de elementos da força sob o Comando Aéreo, em 2006. O Comando Aéreo era então a única organização de nível de comando na RAAF.

## Ordens de batalha

### Abril de 1943
Em Abril de 1943 o Comando da Área Oriental controlava os seguintes esquadrões aéreos:
- Esquadrão N.º 5, equipado com aviões Wirraway, colocado em Kingaroy, Queensland;
- Esquadrão N.º 23, equipado com aviões Wirraway, colocado em Lowood, Queensland;
- Esquadrão N.º 24, equipado com aviões Wirraway, colocado em Bankstown, Nova Gales do Sul;
- Esquadrão N.º 32, equipado com aeronaves Lockheed Hudson, colocado em Camden, Nova Gales do Sul;
- Esquadrão N.º 71, equipado com aviões Avro Anson, colocado em Lowood;
- Esquadrão N.º 73, equipado com aeronaves Anson, colocado em Nowra, Nova Gales do Sul;
- Esquadrão N.º 83, equipado com aeronaves Wirraway, colocado em Strathpine, Queensland.

### Maio de 1944
Em Maio de 1944, o Comando da Área Oriental controlava os seguintes esquadrões:
- Esquadrão N.º 11, equipado com hidroaviões Consolidated PBY Catalina, colocado em Rathmines, Nova Gales do Sul;
- Esquadrão N.º 21, equipado com bombardeiros de mergulho Vultee Vengeance, colocado em Camden, Nova Gales do Sul;
- Esquadrão N.º 32, equipado com bombardeiros Bristol Beaufort, colocado em Lowood;
- Esquadrão N.º 107, equipado com hidroaviões Vought Kingfisher, colocado em St. George's Basin, Nova Gales do Sul;